# 緋田康人
緋田 康人（ひだ やすひと、1964年2月5日 - ）は、日本の俳優、コメディアン。
旧芸名は西田 康人。所属事務所はレディバードで、かつてはプロダクション人力舎に所属していた。
東京都大田区出身。

## 経歴
演劇ユニット「ラジカル・ガジベリビンバ・システム」に参加していた1986年、住田隆とともにお笑いコンビ「ビシバシステム」を結成し、アナーキーでナンセンス・不条理なコントで人気を集めた。ビシバシステム時代には、『タモリのボキャブラ天国』の投稿ネタVTRに住田、ふせえりとのビシバシステムトリオで多く出演した。
1994年にビシバシステムを脱退し、以降は俳優としての活動に専念している。
2013年のテレビドラマ『半沢直樹』に人事部次長・小木曽役で出演し、机を叩きながら主人公の半沢を追い詰めていく演技が注目された。同ドラマのギャラクシー賞・2013年9月度月間賞授賞の際には、「堺雅人の好演に加えて、小木曽を演じた緋田康人、近藤を演じた滝藤賢一など、脇役の熱演ぶりも光った」と評価された。

## 出演

### テレビドラマ
- ウルトラマンをつくった男たち 星の林に月の舟（1989年、TBS） - アラシ隊員役の俳優・石井豆吉（石井伊吉） 役
- 菜の花の沖（2000年） ‐ 又蔵 役
- ルーキー! 第1話（2001年4月10日、フジテレビ）
- 怪談百物語（2002年8月 - 12月、フジテレビ） ‐ 甚太 役
- 木更津キャッツアイ 第1 - 6話（2002年1月18日 - 2月22日、TBS） - 教頭 役
- 赤ひげ（2002年12月28日、フジテレビ）
- 東京ラブ・シネマ 第5話（2003年5月12日、フジテレビ） - 三島博崇 役
- 演技者。「いい感じに電気が消える家」（2003年5月13日 - 6月10日、フジテレビ） - 味郎おじさん 役
- 交渉人（2003年8月17日、WOWOW）
- マンハッタンラブストーリー 第1話（2003年10月9日、TBS）
- ライオン先生（2003年10月 - 12月、日本テレビ） ‐ 早川栄太 役
- エ・アロール それがどうしたの 第2話（2003年10月16日、TBS）
- ケータイ刑事 銭形泪（2004年、BS-i） - 牧のぶ代 役
- 68FILMS東京少女 第6話「臭いものには蓋の日」（2004年、BS-i・BSフジ）
- タイガー&ドラゴン 第5話（2005年5月13日、TBS） - 看守 役
- 恋する日曜日 セカンドシリーズ「ハロー・グッバイ」（2005年9月25日、BS-i）
- Girl's BOX 第2話「サンタの涙」（2005年12月10日、BS-i） - 清司 役
- 里見八犬伝（2006年1月、TBS） - 軍木五倍二 役
- ケータイ刑事 銭形雷（2006年、BS-i） - 銀田一ゴウ助 役
- 時効警察（2006年1月 - 3月、テレビ朝日） - 蜂須賀 役
- 帰ってきた時効警察（2007年4月 - 6月、テレビ朝日） - 蜂須賀 役
- 先生道（2007年、BS-i）
- キューティーハニー THE LIVE 第6話（2007年11月6日、テレビ東京）
- 東京少女大政絢 第1話「幸福荘ものがたり」（2008年7月5日、BS-i）
- 音女 第62話（2008年7月23日、テレビ朝日）
- ラブシャッフル 第1話（2009年1月16日、TBS）
- 東京少女日向千歩 第1・2話「東京怪盗少女（前後編）」（2009年1月3日・10日、BS-i） - 佐倉修二 役
- 警官の血 後編（2009年2月8日、テレビ朝日） - 赤柴孝志 役
- 就活のムスメ（2009年3月27日、テレビ朝日） - 宮城秀春 役
- 怨み屋本舗 REBOOT 第3・4話（2009年7月24日・31日、テレビ東京） - 大蛇 役
- 小公女セイラ（2009年12月5日、TBS） - 東海林忠男 役
- 熱海の捜査官（2010年7月 - 9月、テレビ朝日） - 鮫島猛 役
- ニコニコ少女（2010年4月23日 - 25日、BS-TBS） - ジョニー 役、他
- チーム・バチスタ3 アリアドネの弾丸 第2話（2011年7月19日、関西テレビ） - 青田勝也 役
- 11人もいる! 第1・2・最終話（2011年10月21日・28日・12月26日、テレビ朝日） - ゲイバーのママ 役
- TAKE FIVE〜俺たちは愛を盗めるか〜 第7話（2013年5月31日、TBS） - 稲岡幸平 役
- 半沢直樹 第1 - 3話（2013年7月7日 - 28日、TBS） - 小木曽忠生 役
- 刑事のまなざし 第2・4・9・10話（2013年10月14日・28日・12月2日・9日、TBS） - ゲン 役
- こうのとりのゆりかご〜「赤ちゃんポスト」の6年間と救われた92の命の未来〜（2013年11月25日、TBS） - 古谷治郎 役
- 長谷川町子物語〜サザエさんが生まれた日〜（2013年11月29日、フジテレビ）
- 金田一少年の事件簿 獄門塾殺人事件（2014年1月4日、日本テレビ） - 溝岸刑事 役
- 宮本武蔵 第二夜（2014年3月16日、テレビ朝日） - 佐助 役
- LEADERS リーダーズ（2014年3月22日・23日、TBS） - 太田耐介 役
- 青山ワンセグ開発「私の部下は50歳」（2014年4月10日 - 5月1日、NHK Eテレ） - アベ保夫 役
- ほんとにあった怖い話 15周年スペシャル「犯人は誰だ」（2014年8月16日、フジテレビ）
- 罪人の嘘（2014年、WOWOW） - 望月弁護士 役
- ごめんね青春!（2014年、TBS） - 豪徳寺教頭 役
- 松本清張二夜連続ドラマスペシャル・第二夜「松本清張「霧の旗」」（2014年12月7日）
- 花燃ゆ（2015年、NHK大河ドラマ） - 尾崎三良 役
- ヤメゴク〜ヤクザやめて頂きます〜 第4話（2015年5月7日、TBS） - 硲祐司 役
- 水曜ミステリー9「さすらい署長 風間昭平12」（2015年11月11日、テレビ東京） - 井本学 役
- マネーの天使〜あなたのお金、取り戻します!〜 第1話（2016年1月7日、読売テレビ） - 宝田富一 役
- 科捜研の女 第15シリーズ 第12話（2016年2月18日、テレビ朝日） - 滝井昭二 役
- 鼠、江戸を疾る2 第3話（2016年4月28日、NHK） - 椎八 役
- 99.9-刑事専門弁護士- 第5・6話（2016年、TBS） - 谷繁明利 役
- 必殺仕事人2016（2016年、テレビ朝日） - 馬場彦左衛門 役
- 精霊の守り人（2017年、NHK） ‐ アマン 役
- オトナ高校（2017年、テレビ朝日） - 二階堂健吉 役
- 父、ノブナガ（2017年10月7日、TBS） - 高杉一平 役
- バイプレイヤーズ（2018年、テレビ東京） - 緋田康人（本人役）
- まんぷく（2018年、NHK連続テレビ小説） ‐ 坂下五郎 役
- 面白南極料理人（2019年1月12日-、BSテレ東）  - 本木隊員 役
- 盤上のアルファ（2019年、NHK BSプレミアム） ‐ 荒井章太郎 役
- デジタル・タトゥー 第3回（2019年6月1日、NHK） ‐ 佐川弁護士 役
- 時効警察・復活スペシャル（2019年9月29日、テレビ朝日） - 蜂須賀 役
- ニッポンノワール-刑事Yの反乱-（2019年、日本テレビ） ‐ 権藤医師 役
- 時効警察はじめました（2019年10月 - 12月、テレビ朝日） - 蜂須賀 役
- 特捜9 season3 第3話（2020年4月22日、テレビ朝日） - 篠田浩一 役
- テッパチ!（2022年、フジテレビ） - 神宮寺一成 役
- 友情〜平尾誠二と山中伸弥「最後の一年」〜（2023年11月11日、テレビ朝日）
- トクメイ!警視庁特別会計係 第6話（2023年11月20日、関西テレビ・フジテレビ） - 本間 役
- ビリオン×スクール 第4話（2024年7月26日、フジテレビ） - 塾長 役
- 終りに見た街（2024年9月21日、テレビ朝日） - 小島敏之 役
- キャスター 第1話（2025年4月13日、TBS） - 根津忠邦 役[2]

### 映画
- トイレの花子さん（1995年） - 変質者 役
- HAPPY PEOPLE（1997年） - 石井 役
- MIND GAME（1998年） - 村野院長 役
- SF サムライ・フィクション（1998年） - 黒岩 役
- 制覇（1999年） - 倉田 役
- BLOOD 狼血（1999年） - 暗闇の男 役
- 共犯者（1999年） - 安田亮 役
- 報復（1999年） - 森 役
- 三文役者（2000年） - 佐藤慶 役
- 弱虫（チンピラ）（2000年） - 武藤怜二 役
- Stereo Future SF episode 2002（2001年） - 録音助手 役
- 完全なる飼育 愛の40日（2001年） - 住川達明 役
- EKOEKO AZARAK（2001年） - レポーター 役
- 銀の男 六本木伝説（2002年）
- 凶気の桜（2002年） - 湯浅光成 役
- さよなら、クロ（2003年） - 谷川まさる 役
- 日常恐怖劇場 オモヒノタマ〜念珠『死ノ珠 「リアル」』（2004年） - 永井 役
- 援助交際撲滅運動 地獄変（2004年） - 坂東 役
- まいっちんぐマチコ!ビギンズ（2005年）
- 亀は意外と速く泳ぐ（2005年） - 水道屋 役
- 悶絶スパイ学園（2005年）
- オッパイ星人（2005年） - アントニオン 役
- 噂の刑事セロテープとエレベーター（2005年）
- 臭いものには蓋の日（2005年）
- ハロー・グッバイ（2005年）
- ケータイ刑事 THE MOVIE バベルの塔の秘密〜銭形姉妹への挑戦状（2006年） - 謎の中国人 役
- ハヴァ、ナイスデー（2006年）
- ダメジン（2006年） - ヒラジ 役
- 男はソレを我慢できない（2006年） - ヒルズ 役
- 日掛け金融地獄伝 こまねずみ常次朗 ～悪徳金融死すべし～（2006年）
- ヒートアイランド（2007年）
- GSワンダーランド（2008年）
- 罪とか罰とか（2009年） - 春樹の容疑をかぶるヤクザ風の男 役
- 山形スクリーム（2009年） - 織蛾味スグル 役
- 大木家のたのしい旅行 新婚地獄篇（2011年） - レミエル 役
- 麒麟の翼（2012年） - 藤江刑事 役
- 呪怨-終わりの始まり-（2014年） - 佐伯剛雄 役
- 呪怨-ザ・ファイナル-（2015年） - 佐伯剛雄 役
- チア☆ダン〜女子高生がチアダンスで全米制覇しちゃったホントの話〜（2017年） - 教頭 役
- 七つの会議　（2019年） - 河上省造（人事部長） 役
- 女優は泣かない（2023年） - 猪本則男 役

### ラジオ
- OLERA（2014年 - 2015年、TBSラジオ） - 木曜日パーソナリティ

### CM
- 丸石自転車（2000年）
- キングジム テプラ（2000年）
- KDDI auスマートパス（2013年） - 森三中と共演
- ユナイテッド クラッシュフィーバー（2016年）
- ロッテ「ACUO」（2016年）[3]

### その他
- ダンドリくん 実写版（1992年、東芝EMI） - サチオ 役 ※OV作品。西田康人名義
- 灰色ヶ丘の総理大臣（電気グルーヴのボックスセット『PARKING』に収録されているアニメ）（1995年） - 声